# Convenção das Nações Unidas para a Venda Internacional de Mercadorias

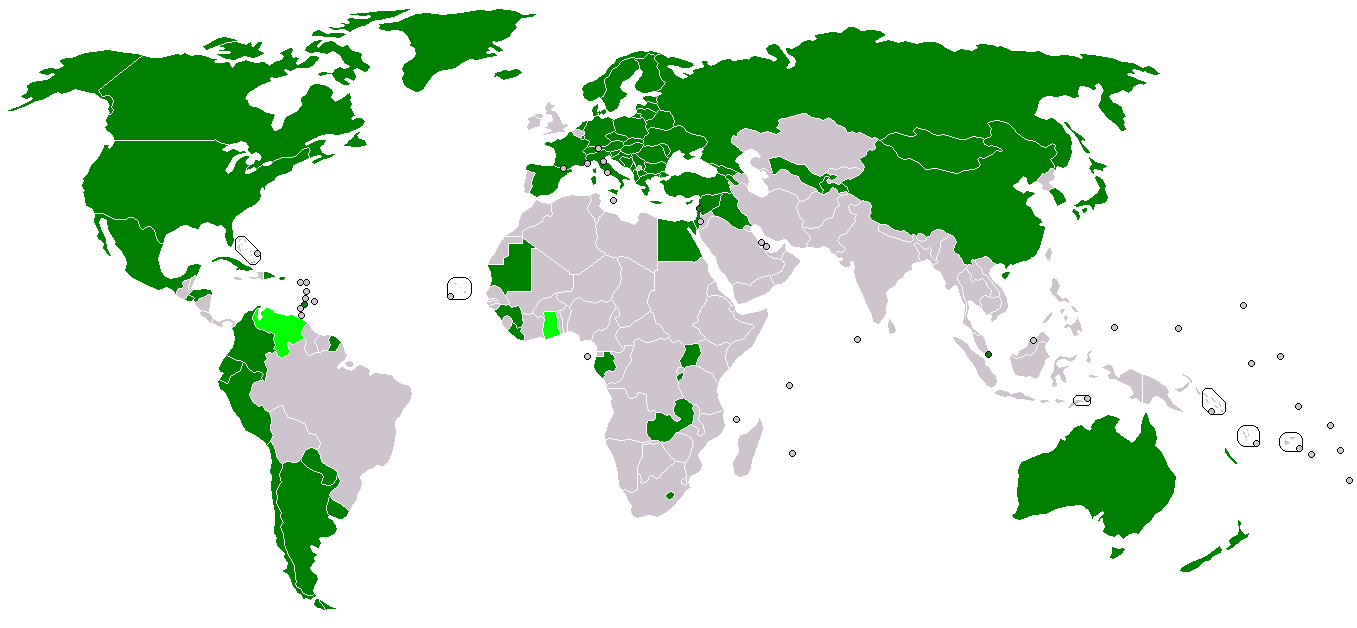
Mapa de países participantes da Convenção das Nações Unidas para a Venda Internacional de Mercadorias. (em verde escuro os que ratificaram, em verde claro os que assinaram e em cinza os que não ratificaram)

United Nations Convention on Contracts for the International Sale of Goods - CISG  ( em português: Convenção das Nações Unidas para a Venda Internacional de Mercadorias) é um tratado que oferece uma lei internacional uniforme de venda de bens que, já foi ratificada por 85 países, ou seja, três quartos de todo o comércio mundial, conforme dados divulgados pela UNCITRAL em 2013.
A Convenção das Nações Unidas para a Venda Internacional de Mercadorias ou Convenção de Viena de 1980, também chamada por parte de suas iniciais - CISG, aplica-se à venda internacional de mercadorias. Como muitos tratados e convenções internacionais, levou bastante tempo para ser implementada no Brasil.
De acordo com o princípio do respeito à soberania nacional, a CISG se aplica a um contrato quando o vendedor e o comprador estiverem domiciliados em países que a tenham adotado. Também será aplicável no caso de as partes contratantes elegerem a Lei de um país signatário para reger o contrato.
Sua aplicação pode ser afastada, em todo ou em parte, desde que as partes contratantes expressem a exclusão no texto do contrato. O silêncio das partes é entendido como consentimento para aplicação da CISG.
O texto da CISG foi aprovado pelo Congresso Nacional Brasileiro em 2012 e entrou em vigor em 1º de abril de 2014.
A Convenção, que veio a atender grande parte dos anseios da comunidade internacional de negócios, contém 101 artigos distribuídos em quatro categorias gerais, que são:
1. Aplicação da convenção;
2. Formação de contratos;
3. Provisões relativas às obrigações do vendedor e comprador, quebra do contrato e risco de perdas;
4. Provisões relativas a adoção, reservas e ratificação.